# Museum Autovision

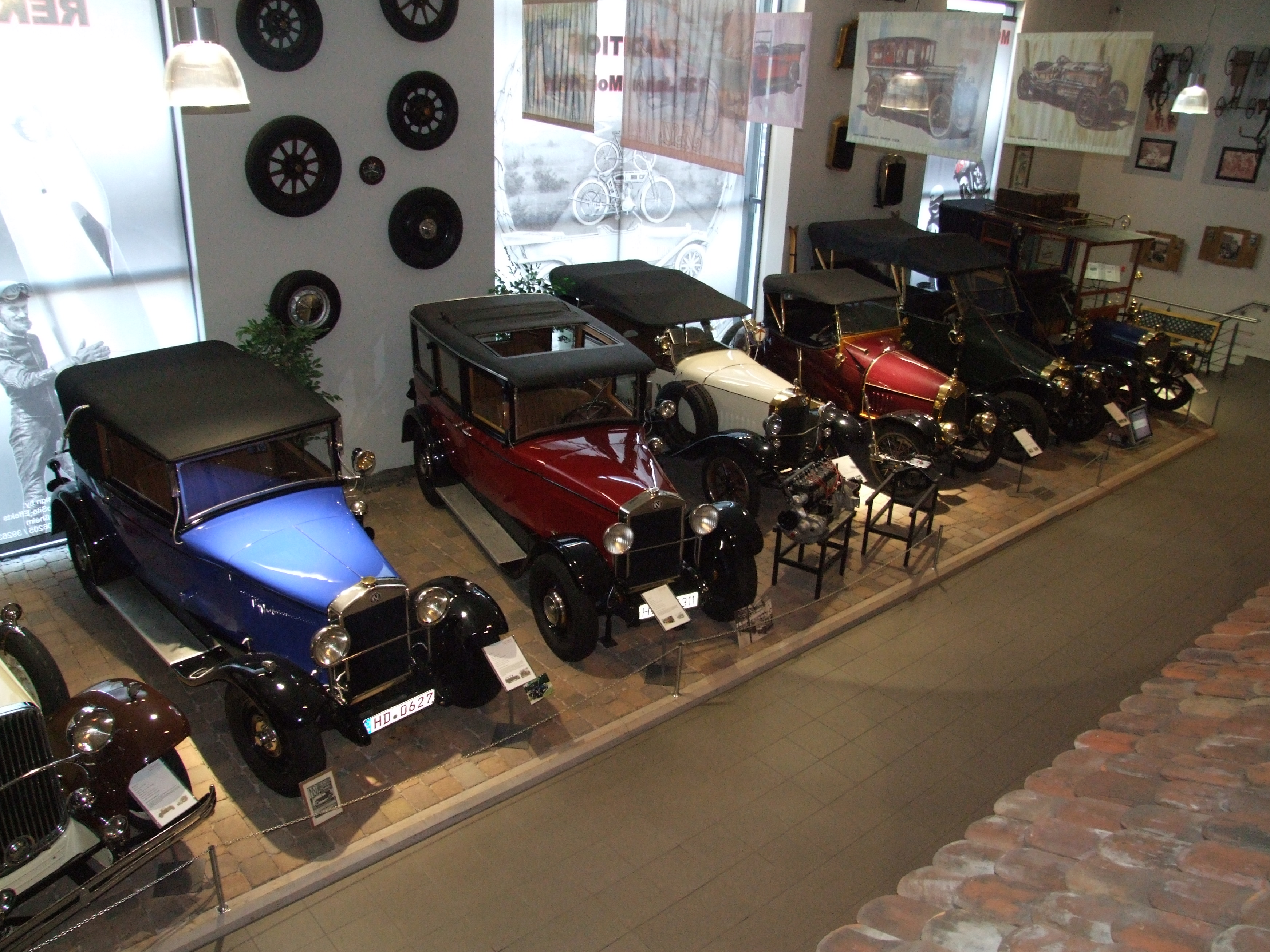
Modelli NSU al Museo Autovision

Il Museo Autovision è un museo dedicato a automobili, motocicli, biciclette della NSU Motorenwerke AG e ai veicoli a propulsione alternativa situato a Altlußheim, una piccola città del Baden-Württemberg in Germania.
L'esposizione comprende anche l'equipaggiamento originale di un'officina NSU degli anni venti, nonché vari componenti di veicoli attraverso i quali i visitatori possono esplorare e conoscere le parti meccaniche più nascoste.
Il museo ha anche un'esposizione di oltre 80 Motori Wankel e di una dozzina di auto e tre biciclette con lo stesso propulsore. È compresa anche la maquette della NSU Ro80.
È in funzione anche una stazione di rifornimento per la ricarica dei veicoli elettrici funzionante ad energia solare.